# Internationales Werner-Seelenbinder-Gedenkturnier 1979
Das Internationale Werner-Seelenbinder-Gedenkturnier 1979 fand vom 28. bis zum 30. September 1979 in Greifswald statt. Es war die siebente Auflage dieser internationalen Meisterschaften der DDR im Badminton.

## Medaillengewinner
| Disziplin    | Gold                                                          | Silber                                                      | Bronze                                                                     |
| ------------ | ------------------------------------------------------------- | ----------------------------------------------------------- | -------------------------------------------------------------------------- |
| Herreneinzel | Edgar Michalowski (Einheit Greifswald)                        | Nikolay Peshekhonov (UdSSR)                                 | Erfried Michalowsky (Einheit Greifswald)                                   |
| Herreneinzel | Edgar Michalowski (Einheit Greifswald)                        | Nikolay Peshekhonov (UdSSR)                                 | Konstantin Vavilov (UdSSR)                                                 |
| Dameneinzel  | Natalja Maxakova (UdSSR)                                      | Angela Michalowski (Einheit Greifswald)                     | Ilona Michalowsky (Einheit Greifswald)                                     |
| Dameneinzel  | Natalja Maxakova (UdSSR)                                      | Angela Michalowski (Einheit Greifswald)                     | Viktoria Semenjuta (UdSSR)                                                 |
| Herrendoppel | Leonid Pajkin / Viktor Samarin (UdSSR)                        | Konstantin Vavilov / Nikolay Peshekhonov (UdSSR)            | Edgar Michalowski / Erfried Michalowsky (Einheit Greifswald)               |
| Herrendoppel | Leonid Pajkin / Viktor Samarin (UdSSR)                        | Konstantin Vavilov / Nikolay Peshekhonov (UdSSR)            | Roland Riese / Klaus Skobowsky Fortschritt Tröbitz                         |
| Damendoppel  | Natalja Maxakova / Viktoria Semenjuta (UdSSR)                 | Petra Michalowsky / Angela Michalowski (Einheit Greifswald) | Christine Zierath / Birgit Kämmer (Einheit Greifswald)                     |
| Damendoppel  | Natalja Maxakova / Viktoria Semenjuta (UdSSR)                 | Petra Michalowsky / Angela Michalowski (Einheit Greifswald) | Petra Tobien / Ilona Michalowsky (EBT Berlin / Einheit Greifswald)         |
| Mixed        | Erfried Michalowsky / Angela Michalowski (Einheit Greifswald) | Konstantin Vavilov / Natalja Maxakova (UdSSR)               | Jürgen Richter / Ilona Michalowsky (HSG DHfK Leipzig / Einheit Greifswald) |
| Mixed        | Erfried Michalowsky / Angela Michalowski (Einheit Greifswald) | Konstantin Vavilov / Natalja Maxakova (UdSSR)               | Edgar Michalowski / Petra Michalowsky (Einheit Greifswald)                 |